# Eva-Maria Butz
Eva-Maria Butz (* 1969) ist eine deutsche Historikerin.
Sie studierte von 1989 bis 1996 Mittelalterliche Geschichte und Neuere deutsche Literaturgeschichte an der Friedrich-Alexander-Universität Erlangen und an der Albert-Ludwigs-Universität Freiburg. 2001 erfolgte die Promotion in Mittelalterlicher Geschichte über das Thema „Adlige Herrschaft im Spannungsfeld zwischen regnum und regio. Spielräume und Grenzen politischen Handelns am Beispiel der Grafen von Freiburg 1218–1316“ bei Thomas Zotz. Von 1999 bis 2019 war sie wissenschaftliche Mitarbeiterin am Historischen Institut der Technischen Universität Dortmund und seit 2008 als Studienrätin im Hochschuldienst tätig. 2019 erfolgte ihre Habilitation mit einer Studie über „Politik und Liturgie. Zur gesellschaftlichen und politischen Funktion der Herrschermemoria in den frühmittelalterlichen Libri vitae“. Seit August 2019 ist sie Akademische Rätin am Lehrgebiet Geschichte und Gegenwart Alteuropas der FernUniversität in Hagen.

## Schriften (Auswahl)
Monographien
- Adlige Herrschaft im Spannungsfeld von Reich und Region. Band 1: Die Grafen von Freiburg im 13. Jahrhundert (= Veröffentlichungen aus dem Stadtarchiv Freiburg im Breisgau. Bd. 34/1); Bd. 2: Quellendokumentation zur Geschichte der Grafen von Freiburg 1200–1368 (= Veröffentlichungen aus dem Stadtarchiv Freiburg im Breisgau. Bd. 34/2), Freiburg 2002.
- mit anderen: Ausgewählte Aspekte der Kultur und Geschichte des Haushalts. Dortmund 2014.

Herausgeberschaften
- mit Erik Beck: Von Gruppe und Gemeinschaft zu Akteur und Netzwerk? Netzwerkforschung in der Landesgeschichte. Festschrift für Alfons Zettler zum 60. Geburtstag (= Freiburger Beiträge zur Geschichte des Mittelalters. Bd. 3), Ostfildern 2019 (online).
- mit Erik Beck, Martin Strotz, Alfons Zettler und Thomas Zotz: Burgen im Breisgau. Aspekte von Burg und Herrschaft im interdisziplinären und überregionalen Vergleich (= Archäologie und Geschichte. Freiburger Forschungen zum ersten Jahrtausend in Südwestdeutschland. Bd. 18), Ostfildern 2012.